# Holbrookia maculata
Holbrookia maculata là một loài thằn lằn trong họ Phrynosomatidae. Loài này được Girard mô tả khoa học đầu tiên năm 1851.

## Hình ảnh

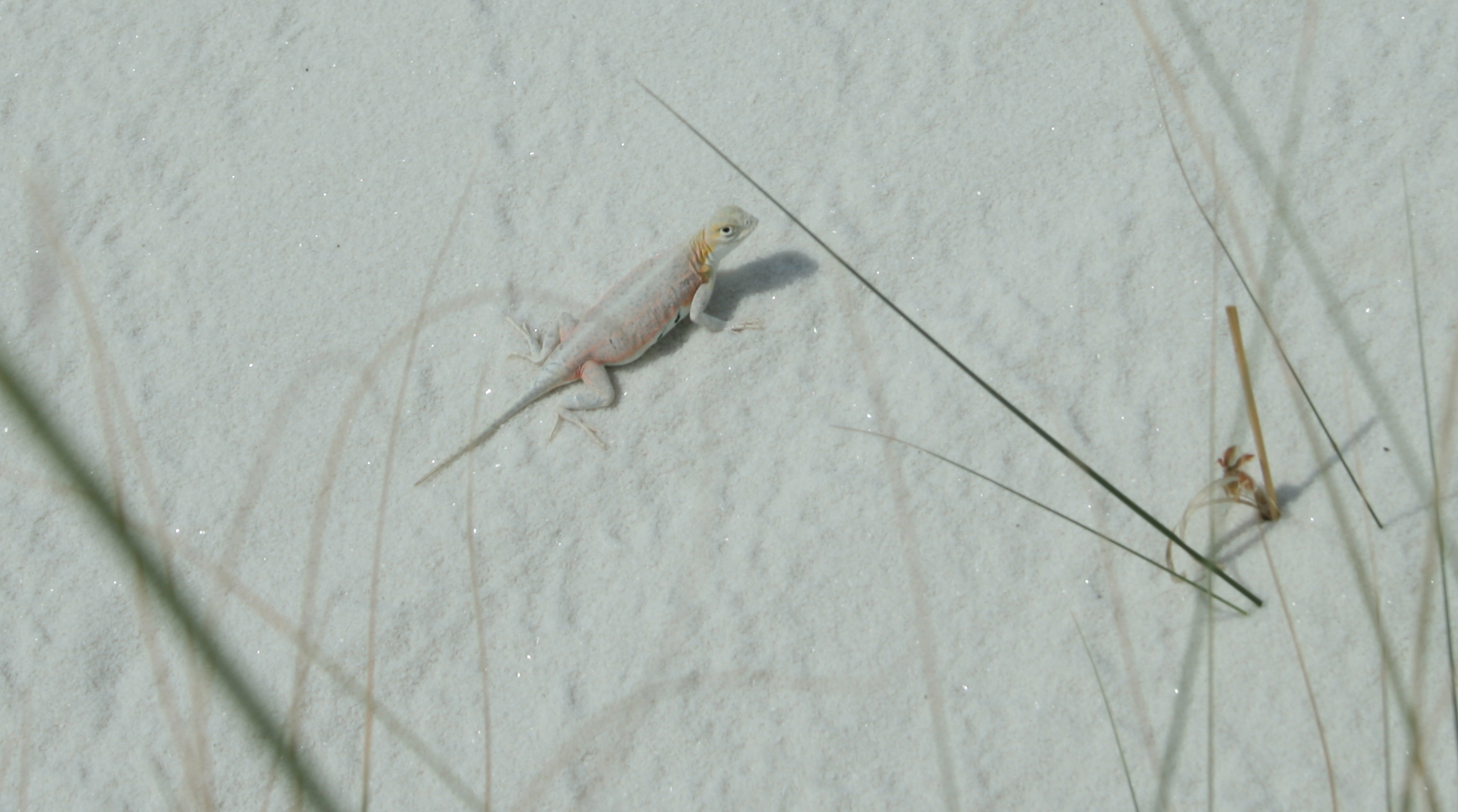